# 456
Năm 456 là một năm trong lịch Julius.